# Matthäuskirche (Gestungshausen)

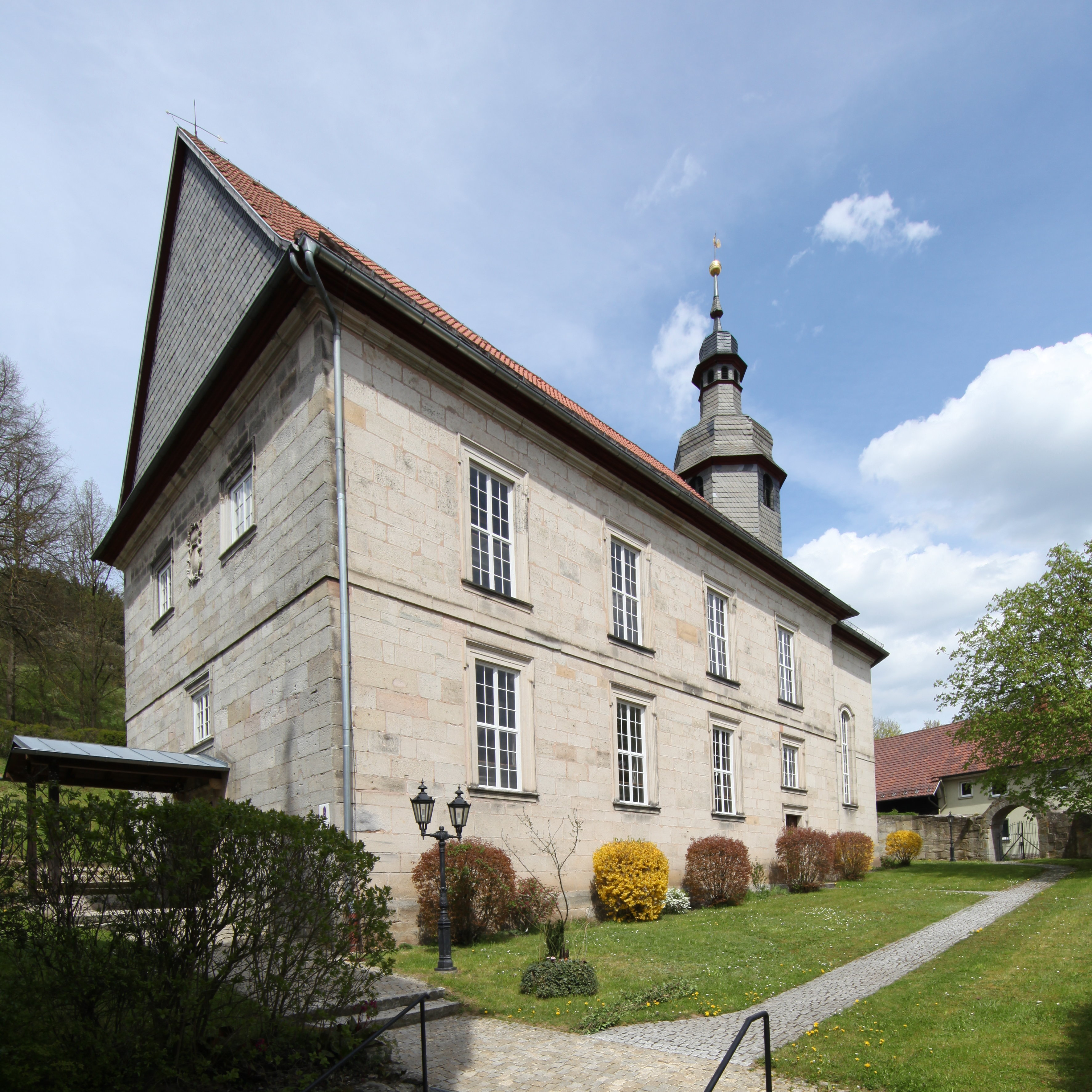
Matthäuskirche in Gestungshausen

Die evangelisch-lutherische Matthäuskirche im oberfränkischen Gestungshausen, einem Gemeindeteil von Sonnefeld im Landkreis Coburg, stammt aus dem Anfang des 18. Jahrhunderts.

## Geschichte
Erstmals wurde 1122 eine Kirche in Gestungshausen urkundlich erwähnt, als das Bistum Bamberg Güter in Gestungshausen an das Kloster Michelsberg bei Bamberg verschenkte, die Gerwic und Konrad von Wildenberg an den Bamberger Bischof Otto von Bamberg verkauft hatten. Ausgenommen war die Pfarrkirche, eine Eigenkirche der Edelfreien von Wildenberg. Eine päpstliche Güterbestätigung von 1251 erwähnt den Ort als klösterlichen Besitz von Michelsberg. Ein Pfarrer ist erstmals für 1361 belegt. Die erste protestantische kursächsische Kirchenvisitation fand 1528/29 statt. Dabei wurde der Sprengel neu festgelegt.
Das Baujahr der ersten Kirche, die wohl eine Wehrkirche war und an gleicher Stelle wie das heutige Gotteshaus stand, ist nicht bekannt. Die Kirche brannten 1632 im Verlauf des Dreißigjährigen Krieges die Truppen Wallensteins zusammen mit dem Ort nieder. 1634 folgte die kroatische Reiterei, die das notdürftig reparierte Gotteshaus erneut durch ein Feuer zerstörte. 1641 war das Kirchendach wieder mit Schindeln bedeckt. Zwischen 1646 und 1650 wird ein dritter Kirchenbrand vermutet.
Aufgrund eines schlechten baulichen Zustandes wurde die alte Kirche abgebrochen und ab 1710 unter der Leitung von Georg Nikolaus durch einen Neubau ersetzt. 1712 war das Bauwerk erstmals fertig. Es folgten Sanierungen und Ergänzungen. Der Turm wurde abgerissen. Die Nachbesserungen führten der Coburger Zimmermeister Hans Michael Hertha und der Coburger Hofmaurermeister Johann Georg Brückner durch. 1718 war der Rohbau fertiggestellt. Die Innenausstattung dauerte bis 1727. Am 29. Juni 1733 folgte die Einweihungsfeier. Zur Finanzierung des neuen Gotteshauses sammelten fünf Männer, die mit dem herzoglich-sächsischen Sammelpatent ausgestattet waren, von 1710 bis 1715 in Deutschland Geld. Im Jahr 1784 ließ die Gemeinde eine Sakristei anbauen und 1925 wurde der Glockenstuhl neu errichtet.

## Baubeschreibung

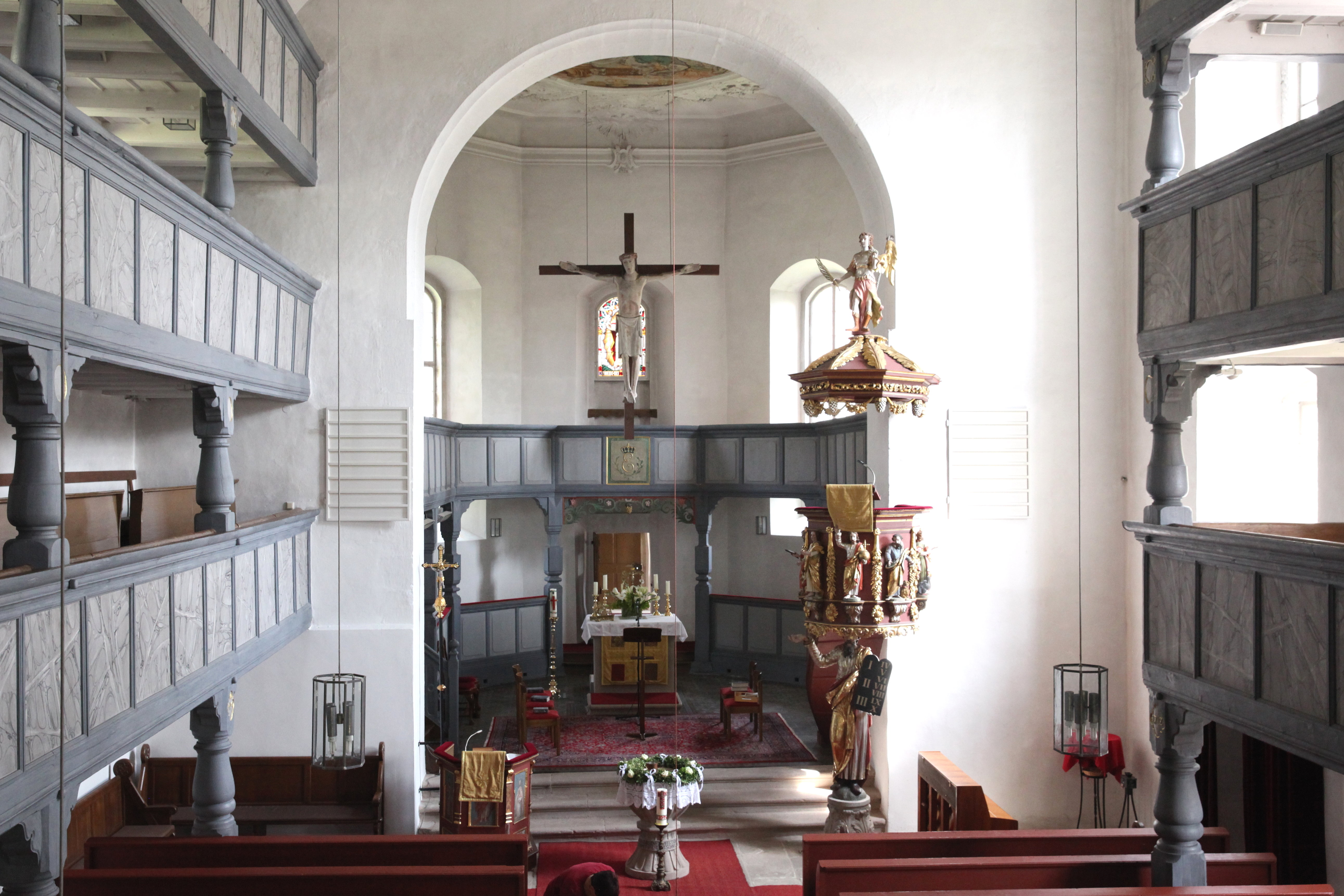
Innenraum

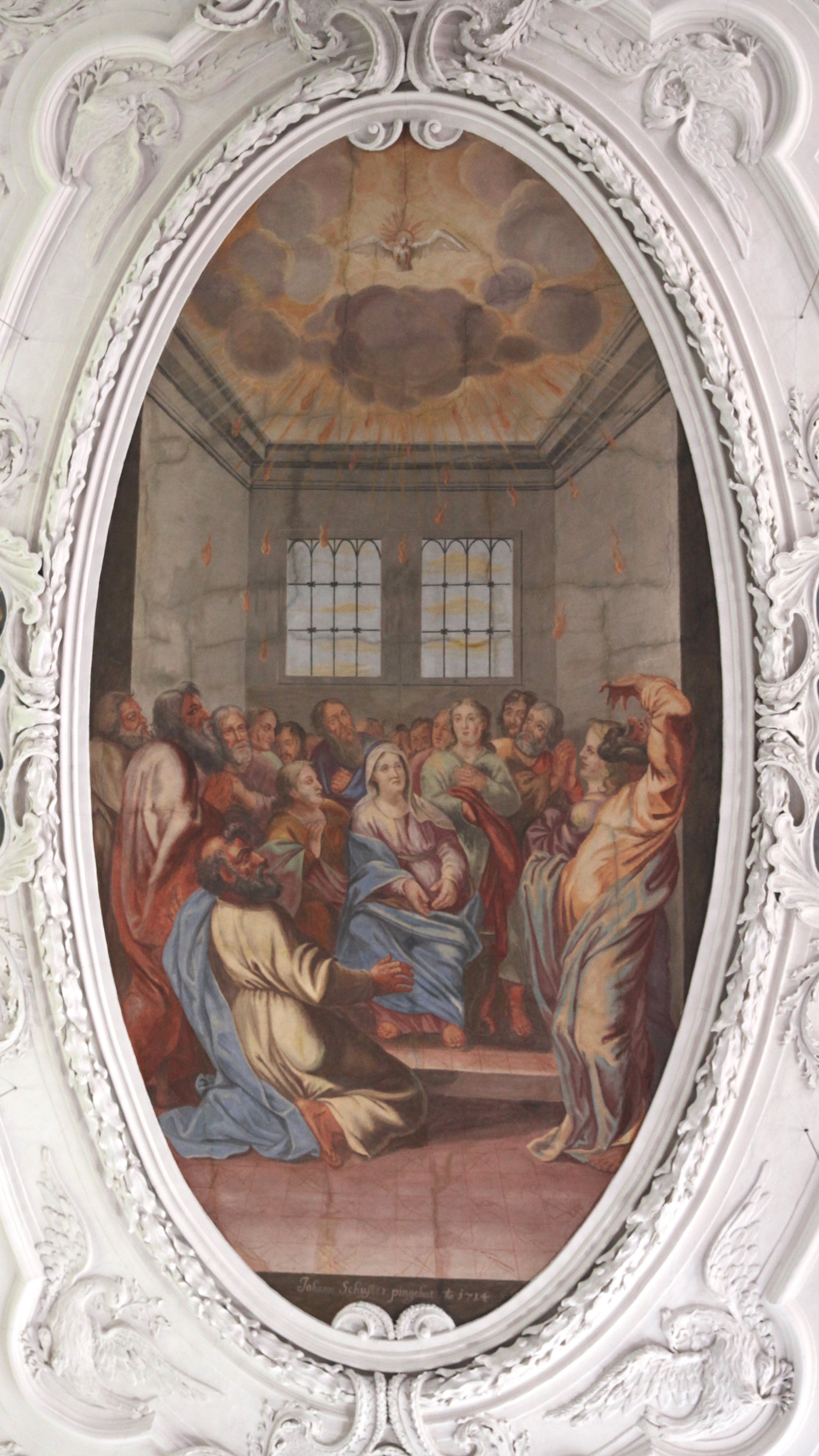
Deckengemälde Aussendung des Heiligen Geistes

Die Matthäuskirche steht das Ortsbild prägend an einem Hang oberhalb von Gestungshausen. Sie wird von einem befestigten, in neuerer Zeit erweiterten Kirchhof umschlossen, zu dem ein spätgotischer Torturm gehört, dessen verschiefertes Obergeschoss aus dem 18. Jahrhundert stammt. Die Kirche bildet mit dem Torturm, der Kirchhofbefestigung, dem benachbarten Pfarrhaus sowie dem Gemeindehaus ein Ensemble. Sie bietet etwa 600 Kirchenbesuchern Platz.
Das Gotteshaus ist als Saalkirche im Markgrafenstil mit einem eingezogenen Chor und einem Dachreiter gestaltet. Der Dachreiter befindet sich über dem Chor. Er hat ein achteckiges, verschiefertes Sockelgeschoss mit Rundbogenfenstern. Darüber sind eine Schweifkuppel, ein kleiner Aufsatz mit Rundbogenfenstern und eine Kuppel angeordnet. Der Chorraum ist 8,1 Meter lang und 8,6 Meter breit. Eine eingeschossige Empore umschließt den Raum. Er wird von einer Flachdecke mit einem Deckengemälde mit dem Abendmahl überspannt. Das Bild wurde angeblich nie fertig, da der Legende nach der Künstler während der Arbeiten vom Gerüst stürzte und tödlich verunglückte. Drei flachbogige, mit Ohren versehene Fenster befinden sich am Chorschluss, eines liegt an der Südseite. Ein rundbogiger Triumphbogen verbindet den Altarraum mit dem Langhaus.
Das Langhaus ist 18,4 Meter lang und 10,5 Meter breit. Die Fassade ist durch ein Gesims in Form einer vortretenden Platte in zwei Geschosse geteilt. Sie hat an den Längsseiten vier Fensterachsen mit Fenstern unten und oben sowie einer Tür an der Südseite und nur Fenstern oben an der Nordseite. Die Fenster sind rechteckig und mit Ohren sowie Fascien verziert. Die westliche Giebelwand wird durch den Haupteingang mit einem Fenster darüber und oben zwei weiteren rechteckigen Fenstern gegliedert. Zwischen den oberen Fenstern befindet sich eine Tafel mit Kartuschenschildern. Eine Flachdecke mit Stuckarbeiten des Bambergers Bildhauers Resch und Johann Jakob Beinther aus Neundorf überspannt den Innenraum. Mehrfache Leisten und Stäbe, Kränze und Kelchgehänge umrahmen bemalte Hauptfelder. Die Flächen außerhalb der Felder nach den Ecken hin sind mit großen Blumenvasen und Rankenwerken stuckiert. Die Gemälde in den Deckenfeldern sind Werke des Coburger Malers Johann Schuster und zeigen Szenen aus dem Leben Jesu. Im Chorraum ist das Abendmahl dargestellt. Das große, ovale Bild im Zentrum des Kirchenschiffes zeigt die Aussendung des heiligen Geistes an Pfingsten. An den Längsseiten stehen dreistöckige, hölzerne Emporen mit vertäfelten Brüstungen, an der Schmalseite befindet sich eine zweistöckige Empore mit der Orgel.

## Ausstattung
Die Moseskanzel am südlichen Triumphbogenpfeiler stammt von dem Coburger Antonio Langenham aus dem Jahr 1727. Sie zeigt Moses mit den zwei Gebotstafeln als tragende Säule. Darüber befindet sich die Kanzel, deren Brüstung die Figuren Jesu und der vier Evangelisten schmücken. Den oberen Abschluss bildet ein achteckiger Schalldeckel, auf dem ein Posaune blasender Engel steht.
Der Taufstein stammt aus der Vorgängerkirche. Ihn stifteten 1643 zwei Leutendorfer Bürger.

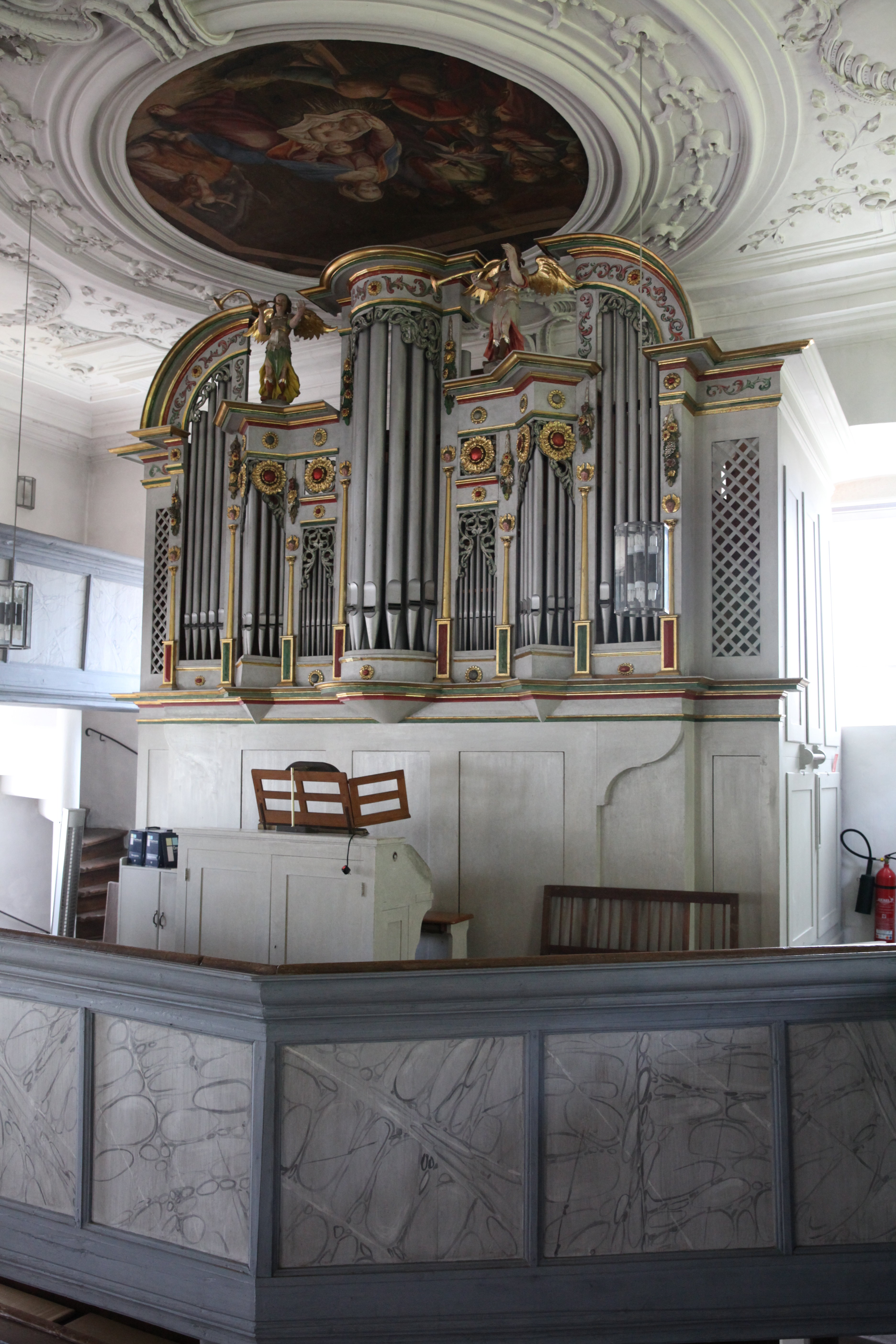
Orgel

## Orgel
Die erste Orgel errichtete 1689 der Orgelbauer Wiegleb aus Heldritt mit neun klingenden Registern auf Springladen für 200 Reichstaler. 1714 versetzte er das Instrument in das neue Kirchhaus. Eine größere Reparatur folgte unter anderen 1733. Im Jahr 1925 stellte die Orgelbaufirma Steinmeyer aus Oettingen eine neue Orgel mit fünfzehn Registern auf zwei Manualen und Pedal auf. Das ursprünglich siebenteilige Orgelprospekt, wohl aus dem Jahr 1733 stammend, erhielt schmale Verbreiterungen durch Gitterfelder. In der Mitte steht ein Rundturm, eingerahmt von Flachfeldern und Spitztürmen unter einem gemeinsamen Obergesims sowie Bogenfeldern, die nach innen aufsteigen. Verziert wird der Prospekt durch musizierende Engel, gemaltes Rankenwerk, teilweise mit großen Sonnenblumen, und bemalte Friese.
Disposition:
Manual I

Bordun 16'
Prinzipal 8'
Viola di Gamba 8'
Harmonieflöte 8'
Oktave 4'
Mixtur 2 2/3' 3-4fach

Manual II

Lieblich Gedackt 8'
Geigenprinzipal 8'
Vox coelestis 8'
Salizional 8'
Traversflöte 4'
Pedal 
Bordunbass16'
Violinbass 8'
Subbass 16'
Kontrabass 16'

Manualkoppel II-I
Pedalkoppel I-P
Pedalkoppel II-P
Suboktavkoppel II
Superoktavkoppel II
Feste Kombinationen p/mf/f

## Glocken
Anfang des 20. Jahrhunderts befanden sich im Kirchturm drei Glocken, die 1864 gegossen worden waren. Die größte, die Betglocke mit 600 Kilogramm Masse, ist weiterhin vorhanden. Sie trägt die lateinische Inschrift „Vivos voco – mortuos plango – fulgura frango“ (Die Lebenden rufe ich, die Toten beklage ich, die Blitze breche ich). Die zwei kleineren Glocken stammen aus dem Jahr 1951 und ersetzten zwei im Zweiten Weltkrieg abgenommene Glocken. Die Glaubensglocke hat 350 Kilogramm Masse und ist mit einem Lutherkopf verziert. Sie trägt die Inschrift „SOLI DEO GLORIA“ (Gott allein sei Ehre). Die 250 Kilogramm schwere Friedensglocke zeigt die Friedenstaube und die Inschrift „DONA NOBIS PACEM“ (Gib uns Frieden).

## Pfarrei
Zum Kirchsprengel mit etwa 1700 Gemeindemitgliedern gehören neben Gestungshausen die Orte Firmelsdorf, Hof an der Steinach, Horb an der Steinach, Leutendorf, Lochleithen, Mödlitz, Neuses am Brand, Steinach an der Steinach, Weickenbach, Weischau und Zedersdorf. 1950 wurde Hassenberg selbstständig. Im Pfarrhaus wurde 1884 Werner Krauß geboren, dessen Großvater Pfarrer in Gestungshausen war.